# 6866 Кукай
6866 Кука́й (6866 Kukai) — астероїд головного поясу, відкритий 12 лютого 1992 року.
Тіссеранів параметр щодо Юпітера — 3,215.